# My Way (пісня Френка Сінатри)
«My Way» (з англ. буквально «Мій шлях», в контексті пісні — «По-своєму») — одна з найпопулярніших естрадних пісень середини XX століття. Автор музики — Клод Франсуа, англійський текст написаний Полом Анкою для Френка Сінатри. Сінатра записав студійний варіант 30 грудня 1968 року, а на початку 1969 року пісня була представлена публіці і довго займала високі місця в музичних чартах США та Великої Британії. В силу відповідного тексту My Way у виконанні Сінатри використовується у Великій Британії на кожних сьомих похоронах. Проте, для своїх власних проводів Сінатра вибрав менш популярну Put Your Dreams Away.

## Оригінальна французька версія
Оригінальна французька версія пісні виконана Клодом Франсуа і була створена в 1967 році, вона називається «Comme d'habitude» («Як завжди») (музика: Жак Рево, Клод Франсуа; слова: Жиль Тібо, Клод Франсуа). У пісні представлена «звичайна» історія, коли двоє живуть разом, виказують один одному знаки уваги, але в багатьох вчинках їм доводиться прикидатися, діяти нещиро, без любові. І так повторюється щодня знову і знову.

## Англійська версія
Англійська текст не відповідає оригінальному французькому. Оповідання ведеться від першої особи. Людина пройшла, як їй здається, майже весь життєвий шлях. Настав час підбити підсумки. Попри допущені помилки та складності, яких зустріли на шляху, життя прожите, на думку самої людини, гідно, творчо. Особливо наголошується, що кожна людина повинна говорити те, що вона відчуває і у що вірить, не повторювати слова тих, хто плазує перед іншими. Оповідач вважає, що він завжди чинив по-своєму («I did it my way»), це найголовніше в житті.

## Виконавці
Пісня «My Way» є однією з тих пісень, які вибирають багато виконавців. Це, крім Френка Сінатри, і Елвіса Преслі (багато в чому «знакова» для нього пісня, яку він виконував в останні роки життя і яка вийшла як сингл незабаром після його смерті), Том Джонс, Мірей Матьє, Роббі Вільямс, Il Divo, Віра Лінн і багато інших. Елвіс, зокрема, виконав її на Гаваях в 1973 році, концерт вперше йшов в прямому ефірі через супутник. Сам текст пісні, зі слів Пола Анка, належить середньовічному поету Франсуа Війону.
«Знаковою» пісня виявилася і для Сіда Вішеза, який заспівав її для саундтреку фільму про «Sex Pistols» (не знаючи до пуття текст, він замінив багато слів ненормативною лексикою); номер став «цвяхом» його нечисленних сольних виступів аж до загибелі через пів року.
В СРСР пісню My Way вперше виконав Муслім Магомаєв, за ним, уже в Росії, Йосип Кобзон. Російський варіант тексту написав Ілля Рєзнік.

## Чарти
| Чарт (1969)                               | Найвища позиція |
| ----------------------------------------- | --------------- |
| Canada RPM Top Singles                    | 28              |
| Canada RPM Adult Contemporary             | 2               |
| Ірландія (IRMA)                           | 4               |
| Велика Британія (Official Charts Company) | 5               |
| US Billboard Hot 100                      | 27              |
| US Billboard Adult Contemporary           | 2               |
| US Cash Box Top 100                       | 29              |